# Ken’ichi Kaga
Ken’ichi Kaga (jap. 加賀 健一 Kaga Ken’ichi; ur. 30 września 1983) – japoński piłkarz występujący na pozycji obrońcy. Obecnie występuje w Blaublitz Akita.

## Kariera klubowa
Od 2002 roku występował w klubach Júbilo Iwata, Consadole Sapporo, FC Tokyo, Urawa Reds, Montedio Yamagata i Blaublitz Akita.